# 예술고등학교
예술고등학교는 대한민국의 특수목적 고등학교 로 1992년 지정되어 문학, 음악, 미술, 무용, 연극, 영화 등 대한민국의 예술실기인재를 양성하는데 목적을 둔다. 2018년 현재 전국에 29개 학교가 있다.

## 종류
- 순수예술고등학교: 음악, 미술 등 예술가 과정의 고등학교이다.

- 선화예술고등학교, 국립전통예술고등학교 등

- 연예예술고등학교: 가수 및 배우를 양성하는 고등학교이다. 아이돌의 대부분이 연예예술고등학교 출신이다.

- 서울공연예술고등학교 등

## 같이 보기
- 예술 학교